# 北平都指挥使司
北平都指挥使司，明朝初期存在的都指挥使司之一。
洪武二年（1369年）八月置燕山都卫，治北平府城（今北京市）。八年十月，改燕山都卫为北平都指挥使司。十三年，隶后军都督府。永乐元年（1403年）二月，罢北平都指挥使司，改设北京留守行后军都督府（简称北京行都督府）。十九年，罢北京行都督府，所辖卫所直属后军都督府。洪熙元年（1425年），恢复北京行都督府。宣德三年（1428年）八月，废北京行都督府。

## 沿革
明太祖洪武元年（1368年），徐达攻克元大都，废除大都路，改大兴府置北平府。
二年三月，置北平等处行中书省，治北平府。原山东行中书省所辖北平府、平滦府，河南行中书省所辖保定府、河间府、真定府、顺德府、广平府、大名府，均改隶北平行省。八月，置燕山都卫，治北平城。
八年十月改燕山都卫指挥使司为北平都指挥使司，隶大都督府。九年六月改北平行中书省为北平承宣布政使司。十三年，废大都督府，北平都司改隶后军都督府。
永乐元年正月，于北平府建北京，改顺天府，称行在。二月，罢北平布政使司，以所领直隶北京行部；罢北平都指挥使司，以所领直隶北京留守行后军都督府。都督府置左右都督、都督同知、都督佥事无定员，首领官经历、都事各一员。
十九年正月改北京为京师。罢北京留守行后军都督府，所属卫所直隶后军都督府；罢北京行部，所属府州县直隶六部。
洪熙初，改京师顺天府为北京，仍称行在，令「北京诸司悉称行在，复北京行部及行后军都督府」。宣德三年（1428）八月，废北京行都督府。

## 下辖卫所[2][3][4]
- 燕山都衛（洪武三年底）

燕山左卫、燕山右卫、永清左卫、永清右卫、大兴左卫、大兴右卫、燕山后卫、燕山前卫、开平卫、通州卫、密云卫、彭城卫、济阳卫、济州卫、真定卫、永平卫、宜兴所。
- 北平都指挥使司（洪武二十六年定）

燕山左卫、燕山右卫、燕山前卫、大兴左卫、永清左卫、永清右卫、济州卫、济阳卫、彭城卫、通州卫。以上后改为亲军。
蓟州卫、密云卫后分为密云中、后卫、真定卫、永平卫、山海卫、遵化卫、居庸关所后为隆庆卫。以上后属后军都督府。
古北口所、宜兴所。后撤銷或合并。
紫荆关所。后隶大宁都司。
- 北京留守后军都督府（永乐元年二月）

燕山左衛、燕山右衛、燕山前衛、大興左衛、濟州衛、濟陽衛、通州衛。以上原屬北平都司，永樂四年，陞親軍指揮使司，直屬兵部。
真定衛、遵化衛、薊州衛、密雲中衛、密雲後衛、永平衛、山海衛、開平中屯衛、隆慶衛。以上原屬北平都司，宣德三年後直隸後軍都督府。
開平衛、興和所。以上原屬北平都司，宣德五年改隸萬全都司。
萬全左衛、萬全右衛、宣府左衛、宣府右衛、宣府前衛、懷安衛。以上原屬山西行都司，宣德五年改隸萬全都司。
東勝左衛、東勝右衛、鎮朔衛、定邊衛。以上原屬山西行都司，宣德三年後直隸後軍都督府。
玉林衛、雲川衛、高山衛、鎮虜衛。以上原屬山西行都司，洪熙元年還屬。
興州左屯衛、興州右屯衛、興州中屯衛、興州前屯衛、興州後屯衛。以上原屬北平行都司/大寧都司，宣德三年後直隸後軍都督府。
寧山衛。原屬河南都司，宣德三年後直隸後軍都督府。
涿鹿衛、義勇左‧右‧中‧前‧後衛、神武左‧右‧中‧前‧後衛、武成左‧右‧中‧前‧後衛、忠義左‧右‧中‧前‧後衛、武功中衛、盧龍衛、武清衛、撫寧衛、天津右衛，梁成所、常山所。以上建文/永樂年間新設。